# 아부쿠마역
아부쿠마역(일본어: あぶくま駅)은 일본 미야기현 이구군 마루모리정에 위치한 아부쿠마 급행 아부쿠마 급행선의 철도역이다.

## 구조
단선 승강장으로 상하행 모두 처리한다. 역 건물은 팔각형 모양이고 무인역이다.

## 역사
- 1988년 7월 1일: 영업 개시.

## 주변
역 근처에는 마을이나 인가가 없다. 4월부터 11월까지 아부쿠마강의 급류 체험을 제공하는 곳이 있다. 역 건물에서는 아부쿠마강을 내려다 볼 수 있다.

## 인접역
| 아부쿠마 급행 아부쿠마 급행선 | 아부쿠마 급행 아부쿠마 급행선 | 아부쿠마 급행 아부쿠마 급행선 |
| ----------------------------- | ----------------------------- | ----------------------------- |
| 가부토 후쿠시마 방면          | ■ 아부쿠마 급행선             | 마루모리 쓰키노키 방면        |